# Saison 2 de Power
Chronologie
Saison 1 Saison 3
Cet article présente le guide des épisodes de la deuxième saison de la série télévisée américaine Power.

## Généralités
- Aux États-Unis, cette saison a été diffusée du 6 juin au 15 août 2015 sur Starz.
- Au Canada, elle a été diffusée en simultanée sur Super Channel.

## Distribution

### Acteurs principaux
- Omari Hardwick (VFB : Michelangelo Marchese) : James « Ghost » St. Patrick
- Lela Loren (VFB : Sandrine Henry) : Angela Valdez
- Naturi Naughton (VFB : Cécile Florin) : Tasha St. Patrick
- Joseph Sikora (VFB : Simon Duprez) : Thomas Patrick « Tommy » Egan
- Lucy Walters (VFB : Valérie Muzzi) : Holly Elizabeth Weaver
- Adam Huss (en) (VFB : Sébastien Hébrant) : Josh Kantos
- Andy Bean (VFB : Alexandre Crépet) : Greg Knox
- Luis Antonio Ramos (en) : Carlos « Vibora » Ruiz
- Sinqua Walls : Shawn
- Shane Johnson (en) : Cooper Saxe
- J.R. Ramirez : Julio
- Rotimi Akinosho (VFB : Maxime Van Santfoort) : Andre « Dre » Coleman
- David Fumero : Mike Sandoval

### Acteurs récurrents
- Kathrine Narducci : Frankie
- Curtis "50 Cent" Jackson : Kanan
- Jerry Ferrara : Joe Proctor
- Michael Rainey Jr. : Tariq St. Patrick
- Alani "La La" Anthony : LaKeisha
- Leslie Lopez : Pink Sneakers
- Diane Neal : Cynthia Sheridan
- William Popp : Vladimir
- Victor Garber : Simon Stern
- Enrique Murciano : Felipe Lobos
- Marc John Jefferies : QDub
- Tasha Smith (en) : Jarita

## Épisodes

### Épisode 1:Conséquence
- États-Unis /  Canada : 6 juin 2015 sur Starz[1] / Super Channel
- France : 6 décembre 2015 sur OCS Choc[2]

- États-Unis : 1,43 million de téléspectateurs[3] (première diffusion)

L'épisode reprend exactement où la saison 1 s'est arrêté. Pink Sneakers s'enfuit dans sa voiture et appelle un de ses associés pour lui dire qu'elle a un problème. Tommy s'introduit dans l'appartement d'Angela Valdes et tombe sur la valise de James. Tommy pense alors que James avait organisé cela pour que Tommy se fasse arrêter et James s'enfuit avec Angela. Du côté d'Angela, elle rapporte à Frankie Lavarro ce que Nomar Arcielo lui a dit avant sa mort mais Frankie n'écoute pas et passe un sermon à Angela car elle n'a pas su garder Nomar en sécurité à cause d'un appel manqué de Nomar. Frankie lui dit qu'elle en subira les conséquences. James St. Patrick, lui, se fait interroger par l'agent Ed Donado qui a l'air de penser que l'attaque lui était destinée. Après l'interrogatoire, James appelle Angela qui lui explique ce qu'il s'est passé au club et lui annonce qu'ils ne pourront pas aller à Miami, ce qu'Angela comprend. Tommy appelle sa petite-amie Holly Weaver pour lui dire qu'il va quitter la ville pendant quelques jours, sans savoir qu'elle est en route pour le bloc opératoire. Tommy se rend ensuite dans une maison pour prendre une arme et de l'argent mais il se fait assommer. Pendant ce temps, James appelle Tommy pour qu'il le rejoigne mais il ne lui répond pas.
Kanan Stark est dans la voiture de son fils Shawn qui reçoit un appel de Tasha qui lui explique ce qu'il s'est passé au club. Shawn explique ensuite à son père et Kanan comprend que Pink Sneakers a raté son coup. Kanan demande ensuite à Shawn de le déposer chez une femme. Kanan monte dans un appartement qu'on comprend qu'il appartient à la tueuse à gages aux baskets roses. Cependant, il a été vidé et elle s'est enfuie. Le lendemain, Tasha demande à James ce qu'il lui arrive mais il ne lui dit rien. Tasha sent son mari triste et lui demande comment il va mais il exprime son mécontentement à la suite de la disparition de Tommy. James se rend chez Tommy pour le trouver mais il voit qu'il n'y ait pas et que tout est encore à sa place. Il part chercher dans toutes leurs cachettes d'armes et d'argent mais Tommy n'a rien touché. Il commence alors à penser que quelque chose est arrivé à Tommy. Il reçoit ensuite un appel de Simon Stern qui demande à le voir. Une fois sur place, Simon en profite pour se moquer de James et lui propose de l'aider à rouvrir son club à condition qu'il accepte sa proposition mais James continue de refuser. Ghost retrouve ensuite Julio qui lui dit qu'il ne sait pas non plus où est Tommy. Julio annonce ensuite qu'une livraison va arriver et il ne pense pas qu'ils pourront vendre autant de drogue.
Ghost retrouve QDubs, le cousin de Rolla, qui se demande toujours qui a tué son cousin. Ghost propose alors à QDubs de lui fournir de la drogue en honneur pour Rolla mais QDubs est réticent, ne voulant pas travailler avec les Soldados Nation, pensant que c'est eux qui ont tué Rolla. Finalement, QDubs accepte, disant qu'il va y penser. Au QG du FBI, la tension est palpable. Angela se sent coupable de la mort de Nomar mais Greg Knox et Cooper Saxe n'ont aucune pitié car il était un pédophile et, d'après eux, il a eu ce qu'il méritait. Angela et Greg remarquent qu'il y a un nouveau bureau. Frankie Lavarro arrive et annonce des changements au sein de la division. Elle annonce qu'elle va être mutée à la division criminelle du Michigan et elle se remplacée par l'agent au rang de superviseuse de la division criminelle de New York par Miguel Sandoval, qui dirigera aussi la division Lobos. Miguel prend ensuite la parole et nomme Cooper Saxe chargé de l'enquête Lobos, mettant Angela sur le côté.
Shawn retrouve son père qui ne veut toujours pas aller voir Ghost. Il rentre ensuite dans un garage et agresse le garagiste qui se trouve être l'associé de Pink Sneakers. Il se met à le frapper violemment pour qu'il lui révèle où est la tueuse mais il ne sait pas où elle est. Kanan lui laisse alors 24 heures pour la trouver. Tasha et James parlent de la disparition de Tommy qui commence à être inquiétante. James se retrouve maintenant bloqué car le club est fermé et il ne peut plus blanchir de l'argent et donc, se faire plus d'argent. En plus de ça, Lobos va envoyer deux fois plus de drogue. Tasha propose alors son aide et James lui explique alors comment le réseau de drogue marche. Tasha lui donne alors des idées à James pour convaincre ses associés de rester à ses côtés, et James réalise que ce sont de bonnes idées. James la remercie et cette dernière lui répond qu'il doit arrêter de voir Angela s'il veut qu'elle continue à l'aider, ce qui surprend James et répond qu'il va rompre avec elle. Mais en réalité, après ça, il retrouve Angela et fait l'amour avec elle. Angela propose à James d'emménager ensemble ans un nouvel appartement mais James répond que ce n'est pas le bon moment car il est en difficulté financière, ce qui a l'air de contrarier Angela. Angie commence alors à penser que leur relation est une mauvaise idée mais Jamie arrive à la rassurer.
Tasha parle de sa relation avec James à Lakeisha qui pense que sa relation va reprendre sur de bonnes bases mais Lakeisha n'a pas l'air d'y croire et essaye de lui faire comprendre qu'il ment. Lakeisha lui montre ensuite l'enveloppe de la banque, qui concerne le compte que Tasha a ouvert dans le dos de James et l'a mis à son nom. Lakeisha lui dit ensuite de penser avant d'agir. Kanan se rend dans un restaurant où il retrouve un de ses amis de prison, Dre. Kanan explique alors son plan à Dre pour se débarrasser de Tommy (attendre qu'il lui présente son fournisseur et ensuite le tuer) puis de Ghost mais il ne pense pas que ça va marcher. Dre lui répond qu'il le soutiendra avec son gang qu'il a créé et le convainc de continuer à suivre son plan. Ghost retrouve Vibora qui accepte d'associer à nouveau avec lui, mais il retire la vente d'armes au marché. En échange, Vibora demande à Ghost d'avoir une place à la table des dirigeants du réseau, ce que Ghost promet d'y penser. James pense alors à un endroit en particulier où Tommy pourrait se cacher. James appelle alors une femme qui se trouve être la mère de Tommy et lui demande si elle sait où il est mais Kate répond qu'elle est en mauvais terme avec lui et qu'elle ne sait pas. Cependant, il est révélé que c'est un mensonge quand Tommy félicite sa mère pour le mensonge. Kate demande alors à son fils pourquoi il esquive Ghost et il répond qu'il ne peut plus lui faire confiance. On voit que Kate et Tommy ont une relation mère-fils tumultueuse mais ils sont très proches. Il est aussi révélé que c'est Kate qui a assommé Tommy car elle pensait que c'était un cambrioleur.
Angela est dans le bureau de Miguel Sandoval qui lui annonce qu'elle est exclue de la division Lobos mais avant ça, Angela lui dit ce qu'il sait et lui montre le portrait-robot qu'elle a commencé mais ça ne le convainc pas pour la garder au sein de la division. Angela se rend ensuite à la cérémonie d'enterrement de Nomar Arcielo et voit Isabel Ruiz. Là-bas, Carlos Ruiz s'y présente, donne de l'argent à la tante de Nomar mais il souhaite à Nomar de pourrir en enfer. James St. Patrick se présente devant le conseil d'administration de la ville pour les convaincre de rouvrir le club et ils acceptent. À la sortie de l'audience, James tombe sur Simon Stern qui lui annonce qu'il est le nouveau propriétaire de l'immeuble du Truth et qu'il devient le nouveau propriétaire du club, ce qui surprend James. Simon lui propose à nouveau de travailler pour lui mais une fois encore, James refuse.
En parlant avec Greg qui refuse de lui parler de l'enquête Lobos, Angela a une idée pour se rapprocher de Ghost. Elle part dans son bureau et décide d'écrire à Isabel Ruiz, l'ex petite amie de Nomar. James parle avec Tasha de sa discussion avec Kate Egan et Tasha lui convainc qu'elle lui a menti sur la présence de Tommy. Le lendemain, James se rend alors chez Kate avec de la cocaïne pour la faire parler et retrouve finalement Tommy, qui l'accueille avec une arme. Tommy lui explique alors pourquoi il s'est caché, pensant que Ghost veut lui faire porter le chapeau pour le business pendant qu'il s'enfuit avec Angela, mais Ghost ne comprend pas. Tommy lui annonce alors que Angela est une procureure fédérale, ce qui surprend Ghost. Même si Tommy pensait que Ghost savait, il comprend vite en voyant Ghost dépitée qu'il ne savait pas. Ghost comprend qu'il s'est encore fait avoir et Tommy est sûr qu'elle est au courant pour leur business de drogue. Tommy encourage Ghost pour qu'il se débarrasse d'elle mais Ghost veut d'abord réfléchir avant d'agir. Tommy dit alors qu'il le fera s'il ne le fait pas mais pour calmer Tommy, Ghost lui annonce qu'Holly s'est pris une balle. Ghost l'amène alors à l'hôpital pour voir Holly et Tommy décide de rester avec elle.

### Épisode 2:Pas d'amis dans la rue
- États-Unis /  Canada : 13 juin 2015 sur Starz / Super Channel
- France : 6 décembre 2015 sur OCS Choc

- États-Unis : 1,12 million de téléspectateurs[4] (première diffusion)

Julio Romano et Victor reçoivent la drogue et la fourguent dans leurs camions pour pouvoir commencer les livraisons et petit à petit, les cartels reçoivent leurs drogues. James St. Patrick se réveille dans le lit d'Angela Valdes. Angela part ensuite faire un footing et James la suit de loin sans qu'elle s'en aperçoive. James voit ensuite qu'elle retrouve Greg Knox, et il comprend que Greg est un agent du FBI, ce qui le surprend. James appelle ensuite Angela qui ne réponds pas. Il lui laisse un message lui donnant rendez-vous à son appartement. Pendant ce temps, Angela demande des nouvelles à Greg qui est contente de la voir mais finalement, Greg et Angela se réconcilient. Les deux reprennent ensuite le footing ensemble.
Après ça, Ghost retrouve Julio qui lui fait un compte-rendu des livraisons et constate qu'il en reste encore beaucoup. Il se rend ensuite au club où il y trouve Simon Stern qui le provoque comme à son habitude. Simon célèbre déjà le fait qu'il aura bientôt le Truth mais James n'a toujours pas accepté de lui céder le club même s'il est propriétaire du bâtiment. Simon lui propose de lui faire de la pub pour le club et qu'il enlève même le loyer du club en échange de devenir le propriétaire, le menaçant de fermer le club en résiliant son bail et James finit par s'y intéresser. Simon lui révèle alors qu'il récupèrera le club s'il atteint 20% de bénéfices nécessaires pour pouvoir racheter le club et James accepte le challenge. Il reçoit ensuite un appel d'Angela qui accepte de le retrouver plus tard et lui propose aussi de lui donner les clés de son appartement. Ghost retrouve ensuite Tommy qui est impatient de trouver la tueuse à gages. Tommy demande aussi à Ghost ce qu'il va faire d'Angela, lui racontant la nuit où il a découvert qui était vraiment Angela et avec ça, Ghost commence à penser que Ruiz a essayé de le piéger pour évincer Tommy de la vente de drogue.
Angela retrouve sa grande sœur Paz qui la met en garde à propos de sa relation avec James encore une fois. Tommy et Ghost arrivent ensuite à l'hôpital pour rendre visite à Holly et sur le chemin vers sa chambre, Ghost demande à Tommy pourquoi il a révélé à Holly la vérité sur leur vie. Tommy répond qu'il est persuadé qu'il va pouvoir la calmer mais Ghost n'en ait pas persuadé. Au quartier général du FBI, Cooper Saxe présente à son Mike Sandoval et le reste de l'équipe le fonctionnement du business de drogue de New York et pense à interroger un certain Cristobal, qui est le nouveau chef des Tainos Hermanos pour avoir des informations sur l'organisation et Mike accepte. Il demande ensuite à Greg Knox de trouver Cristobal. Angela est dans un restaurant avec Isabel Ruiz et elle lui apprend que Nomar est mort lorsqu'il a essayé de la voir une dernière fois, ce qui attriste l'adolescente qui se sent coupable pour la mort de son petit ami. Angela, lui mentant qu'elle n'est pas de la police, lui propose alors de venger le meurtrier en l'aidant à faire un portrait-robot de Ghost, qui est en réalité Tommy.
Tommy accueille Holly dans son appartement et se met aux petits soins pour elle. Après ça, Holly confie à Tommy qu'elle ne se souvient de rien de la soirée et Tommy lui ment à propos de la soirée. Il reçoit ensuite un appel de Ghost et ils se retrouvent chez Drifty qui demande plus de drogue et de recevoir plus d'argent qu'il était convenu, ce que Ghost et Tommy refusent. Ils décident de partir mais Drifty est sûr que Ghost va revenir pour accepter. Kanan demande à son fils Shawn Stark, qui ne s'est toujours pas habitué au fait de porter une arme, de l'amener chez Ghost. Ils arrivent ensuite chez les St. Patrick qui sont surpris de voir Kanan. 
Kanan reçoit pourtant de la tension de la part de Tasha qui n'arrive pas à cacher son dégout face à son retour. Une fois seuls, Ghost et Kanan parlent de l'attaque contre Ghost qu'il y a eu lieu et Kanan lui dit qu'il sera là pour lui s'il a besoin, pour le remercier de tout ce qu'il a fait pour lui en prison et pour Shawn. Tommy arrive ensuite à son tour et embrasse Kanan, excité de le revoir après tout ce temps. Ghost et Tommy pensent alors à organiser une fête pour Kanan. Après sa visite au St. Patrick, il repart voir Chabo, le petit-ami de Pink Sneakers, à qui il demande où est cette dernière. N'ayant pas de réponse, Kanan le tue d'une balle dans la tête.
Tommy part voir Vladimir Jankovic, le chef du gang serbe, et lui demande à s'allier avec eux mais il refuse, étant déjà avec un autre fournisseur cannibale nommé Milan qui ne le laisserait pas partir. Holly trouve son téléphone et y trouve le message de Tommy qu'il a laissé lorsqu'il allait s'enfuir. Julio retrouve son contact pour avoir des informations sur Pink Sneakers mais il le trouve mort. Il est révélé que Chabo était le contact de Julio. Julio part rapporter ce qu'il a trouvé à Tommy et Ghost qui sont déçus de pas avoir de nouvelles infos. Ils regardent à nouveau le tas de drogue qu'ils ont et ne savent pas ce qu'ils vont en faire. Julio a alors l'idée de s'allier avec le nouveau chef des Tainos, Cristobal. Tasha rend visite à Holly et lui cuisine à manger, lui disant qu'elle fait maintenant partie de la famille. Holly pose des questions à Tasha sur la soirée mais Tasha lui ment aussi. Tasha rentre ensuite chez elle, accompagnée de Shawn qui veut prendre de ses nouvelles mais Tasha ne lui dit rien. Tasha finit par lui faire comprendre qu'il ne se passera rien entre eux deux maintenant que Ghost et elle sont à nouveau en bons termes, ce qui déçoit Shawn.
Simon Stern visite sa nouvelle acquisition avec James qui est maintenant son employé. Simon veut l'envoyer à Miami pour qu'il aille signer des contrats pour lui et James est contraint d'accepter. Cristobal est interrogé par Mike Sandoval et entre directement dans le sujet en lui demandant des informations sur Felipe Lobos ou son fournisseur mais Cristobal ne dit rien. Greg entre en action et demande alors des informations sur un distributeur blanc nommé Ghost et Cristobal se met à rigoler et part. Tommy Egan se rend chez Carlos Ruiz et lui demande de faire la paix avec QDubs mais il refuse. Angela reçoit une liste des noms de personnes qui ressemblent au portrait-robot et Tommy est sur la liste. Angela interpelle Greg pour qu'il lui donne l'enregistrement qu'elle a eu de Ghost pour voir si elle correspond avec la voix de Tommy mais il refuse. Cependant, elle réussit à le trouver et entend qu'il s'agit bien de la voix de Tommy. James se rend dans l'appartement d'Angela et se met à fouiller. Il finit par trouver son dossier sur Nomar Arcielo mais Angela rentre avant qu'il ne puisse le lire en profondeur. James propose alors à Angela d'aller à Miami avec lui et elle est réticente, ayant trop de travail.
Julio retrouve Cristobal qui décide de mettre fin à leur alliance, ce qui surprend Julio. Après son dîner avec Angela, Ghost retrouve Tommy et lui révèle qu'il n'a rien trouvé chez elle. Cependant, il a trouvé que Ruiz disait la vérité sur Nomar et qu'il ne s'agissait pas d'un piège. Ils arrivent ensuite à la fête de Kanan. Kanan avoue aux deux qu'il veut revenir dans le business mais ils pensent que c'est encore trop tôt. James se rend dans son club où Simon Stern lui annonce que Josh Kantos est le nouveau directeur général du Truth, ce qui surprend James. Kantos a trahi James et il est maintenant son chef. Ghost reçoit de la part de Julio une adresse où se trouve Pink Sneakers à Miami.
Holly demande à Tommy ce qu'il s'est vraiment passé le soir où elle s'est faite tirer dessus car elle ne croit pas aux versions de Tasha et Tommy et Tommy finit par lui avouer que la balle était destinée à Ghost. Il en profite pour la confronter à propos du fait qu'elle ait appelé James Ghost au club et Holly s'en excuse, disant qu'elle a dit ça pour calmer la colère de James. Josh Kantos confie à Simon Stern qu'il est perplexe après avoir trahi James mais Simon lui rassure. Simon dit alors à Kantos d'empêcher James d'atteindre 20% de bénéfices pour apprendre ses ruses pour avoir plus de clients et pouvoir s'enrichir sur son dos, promettant à Kantos de lui offrir son propre club après ça.
Ghost annonce à Tommy qu'il va partir à Miami pour tuer la tueuse à gages, utilisant le déplacement pour Stern comme couverture. Tommy en profite pour lui dire que Holly va maintenant se tenir à carreaux. James arrive ensuite au Truth et se montre hostile envers Kantos qui essaye de lui donner des ordres.

### Épisode 3:Comme un couple ordinaire
- États-Unis /  Canada : 20 juin 2015 sur Starz / Super Channel
- France : 13 décembre 2015 sur OCS Choc

- États-Unis : 1,11 million de téléspectateurs[5] (première diffusion)

Tasha se fait réveiller par son fils Tariq qui vient de se disputer avec sa sœur pour des jeux vidéo. Il se rend compte que son père n'est pas là et prend sa place dans son lit. Tariq exprime alors son inquiétude à sa mère qui ne sait quoi répondre. Tasha le rassure alors lui disant qu'il doit être fort car il est l'homme de la maison quand son père n'est pas là. De leur côté, James et Angela ensemble à Miami et regardent l'horizon en buvant leur verre, étant contents d'être enfin à Miami.
Tommy et Kanan se baladent dans la rue et Tommy explique à Kanan le fonctionnement de leur réseau de drogue, leur alliance et comment fonctionne le blanchiment d'argent avec les laveries. Tommy se rend seul à l'arrière-boutique, où Victor est en train de compter l'argent, et voit l'énorme pile d'argent qu'ils ont. Julio arrive à son tour et rencontre Kanan. Il veut ensuite parler à Tommy en privé mais Tommy oblige Julio à parler devant Kanan, lui faisant confiance. Julio lui annonce ensuite que les Hermanos Tainos les lâchent et qu'ils vont chercher un autre distributeur, à la grande surprise de Tommy. Tommy explique alors à Kanan que Ghost est à Miami pour s'occuper de l'assassin aux baskets roses. Kanan part ensuite aux toilettes et appelle Andre pour l'envoyer à Miami et tuer la tueuse à gages. James et Angela se baladent dans Miami et Angela en profite pour interroger son amant à propos de Tommy mais il esquive vite la question. Alors qu'ils discutaient avec des passants, James finit par repérer la tueuse à gages dans un magasin à proximité. En effet, cette dernière qui se révèle s'appeler Mariela travaille dans le magasin de son grand-père qui attend désespérément que Mariela se trouve un fiancé pour avoir une meilleure vie.
Shawn retrouve son père, qui réapprend à conduire, et il se fait questionner sur sa relation avec Tasha, sachant que Shawn a un faible pour elle. Kanan lui dit alors de faire attention à elle car elle peut être plus dangereuse qu'on pourrait le croire. À Miami, James et Angela imaginent à quoi leurs vies ressembleraient s'ils vivaient ensemble et pensent même s'installer à Miami. Angela répond ensuite à l'appel de Greg Knox qui lui demande des explications sur le fait qu'elle ait utilisé son compte pour écouter l'enregistrement où on entend la voix de Ghost. Angela répond que ça ne comptera plus lorsqu'elle fera arrêter Tommy Egan et ils le forceront à contacter Lobos, ce qui calme Greg et écoute le plan d'Angela qui est d'abord de trouver Egan. Après ça, James se montre jaloux sur le fait que Greg harcèle Angela de message et Angela le calme. Ils rentrent ensuite à l'hôtel pour faire l'amour. LaKeisha est chez Tasha et remarque Shawn. Elle se met alors à le draguer et Tasha interrompt les deux qui se mettent à flirter.
Le soir, James et Angela se rendent dans un club et James en profite pour parler affaires avec le gérant du club pour Stern. Mais le gérant refuse de signer le contrat de Simon Stern. En rentrant à l'hôtel, Angela regarde les contrats et voit que celui de ce club a un contrat différent des autres. Angela et James réfléchissent alors à un moyen de faire signer Lee, le gérant, et donc permettre à James d'avoir une chance de regagner son club. Le lendemain, Angela est au téléphone avec Greg et les deux commencent à croire de plus en plus que Tommy est bien Ghost. Ils leur manquent plus qu'une preuve pour l'arrêter. Au bureau du FBI de Miami, Angela retrouve une ancienne amie Cindy Chambers qu'elle n'a pas vu depuis plus de 6 ans. Elle en profite pour lui demander s'il y a un poste à Miami au cas où elle s'installe ici et Cindy confirme. Elle pose aussi des questions pour le problème de James et Cindy lui répond qu'elle peut l'aider mais ça pourrait lui apporter des ennuis. Tariq parle de sa relation avec son père qui a changé avec Shawn et ce dernier le rassure. Tasha arrive et envoie Tariq faire des tâches ménagères. Elle se met alors à draguer Shawn à nouveau mais finalement, c'est elle qui finit par devenir intriguée par Shawn. Tommy est au téléphone avec Ghost qui cherche Pink Sneakers, sans savoir qu'il est surveillé par Dre qui est au téléphone avec Kanan, dans la voiture de Tommy, qui lui dit de la trouver et la tuer avec Ghost. Dre commence à suivre Ghost pour trouver la tueuse pendant que Ghost dit à Tommy de convaincre QDubs de faire la paix avec Carlos Ruiz. Après avoir raccroché, Tommy part chez QDubs et Kanan lui propose de l'accompagner, ce qu'il accepte. A l'hôtel, Angela est appelé Mme St. Patrick, ce qui a l'air de lui plaire.
Le soir, Ghost se rend dans le magasin de Mariela mais elle n'est pas là. Pendant ce temps, Tommy est en mission réconciliation chez QDubs mais QDubs prend mal la demande. Voyant que la situation accélère, Kanan intervient mais une dispute éclate entre eux. Alors que Tommy redemande à nouveau la réconciliation, QDubs ne veut pas car il pense que Ruiz a tué son cousin. Tommy nie à nouveau cela et QDubs commence à suspecter Tommy et Ghost pour le meurtre de Rolla. La tension monte et QDubs leur demande de partir d'une manière irrespectueuse, refusant la réconciliation et l'alliance avec Ghost, ce que Kanan accepte pas. Il décide de provoquer l'adolescent qui sort son arme et Kanan tue QDubs d'une balle dans la tête, avant de lui prendre son argent. Tommy, lui, s'occupe de son garde du corps et d'un témoin et les tuent de plusieurs balles. Les deux finissent par s'enfuir. A Miami, Angela donne des documents à James qui obligeraient Lee Rossier à signer le contrat. Plus tard, Angela demande à James quel est sa relation avec Tommy Egan, ce qui confond James. Angela finit par avouer à James qu'elle est une procureure et qu'elle enquête sur un réseau de drogue, où Tommy pourrait être impliqué. James et Angela finissent par se disputer à propos de cette enquête et Angela lui dit qu'elle pense que Tommy est Ghost, ce qui surprend James.
Le lendemain, James comprend qu'il va devoir prolonger son voyage pour trouver Pink Sneakers. Plus tard, il repart voir Lee Rossier et après avoir insisté et prouver à Lee qu'il a besoin de Simon Stern, il accepte de signer. Cependant, James promet à Lee qu'ils battront tous les deux Simon Stern et le forceront à les laisser partir. Chez les St. Patrick, LaKeisha et Shawn continuent de se rapprocher, ce qui dérange Tasha qui se montre jalouse et essayent de les séparer mais Shawn et LaKeisha ne la calculent pas. A Miami, James repère Mariela dans un restaurant lorsqu'il dîne avec Angela. Après que Mariela l'ait repéré, elle s'enfuit et Ghost part à sa poursuite. Dehors, Mariela voit qu'elle est aussi suivie par Dre. Cernée dans une ruelle, elle se fait attraper par Dre qui la poignarde à plusieurs reprises et s'enfuit. Ghost arrive à la rattraper et trouve Mariela au sol, blessée. Il lui demande qu'il l'a engagé mais elle refuse de lui dire. Cependant, elle lui avoue qu'elle ne s'est pas faite engagé par Rolla.

### Épisode 4:La seule en qui j'ai confiance
- États-Unis /  Canada : 27 juin 2015 sur Starz / Super Channel
- France : 13 décembre 2015 sur OCS Choc

- États-Unis : 1,30 million de téléspectateurs[6] (première diffusion)

L’épisode commence avec Kanan Stark qui couche avec Jarita, la mère de Shawn qui est en train de couvrir les gémissements de ses parents avec la télévision. Après avoir fini, Kanan rejoint son fils et en profite pour récupérer une grosse somme d’argent et en donne aussi à Jarita. Ghost se réveille par sa femme Tasha qui demande à savoir ce qu’il s’est passé à Miami et elle apprend avec surprise que la tueuse à gages s’est faite tuer par quelqu’un d’autre que Ghost. Les deux comprennent que ce n’est pas une coïncidence, car en plus de ça, son petit ami Chabo a été retrouvé mort par Julio. Il lui révèle aussi que celui qui sabote son business n’est pas Rolla, ce qui attriste profondément Ghost. Tasha se met à penser que Kanan a peut-être quelque chose à avoir avec tout ça car c’est lui qui a dit à Ghost que Rolla était derrière les attaques mais Ghost a du mal à y croire. Angela Valdes reçoit un appel de Greg Knox qui lui apprend que QDubs, le remplaçant de Rolla, a été tué et que ça n’a pas l’air prémédité. Ils commencent tous les deux à penser que Ghost est derrière ce meurtre et qu’il essaye de mettre un nouveau chef à la place de QDubs. Angela demande à venir sur la scène de crime et Greg cède, mais s’il a refusé au début.
Shawn arrive chez les St. Patrick et se fait accueillir froidement par Tasha. Il finit par lui avouer qu’il ne s’est rien passé avec LaKeisha, sentant qu’elle est jalouse mais elle répond qu’elle n’en a rien à faire. Shawn met alors cartes sur tables en lui disant qu’il veut être avec elle mais Tasha répond qu’il ne se passera rien car elle est bien avec Ghost. James retrouve Angela, qui se rendait sur la scène de crime, et les deux engagent la conversation. James demande ensuite des nouvelles sur l’enquête sur Tommy mais Angela dit qu’elle regrette de lui en avoir parlé et James lui fait comprendre qu’il ne témoignera pas contre lui. Angela passe le sujet et les deux commence à avoir un moment romantique, devant Shawn. Tommy, lui, se fait embrouiller par Holly qui veut venir sur le terrain avec lui mais il refuse. Holly insiste car elle veut sortir de l’appartement, étant enfermée depuis qu’elle est sorti de l’hôpital et pense à reprendre le travail mais Tommy lui répond qu’elle n’a pas besoin car il lui donne déjà tout ce qu’elle veut.
Josh Kantos arrive au Truth et il se fait confronter par James qui lui en veut toujours pour lui avoir volé son club. Kantos lui donne ensuite l'ordre d'organiser une soirée sans but et sans budget pour le magazine VIBE, ce qui désespère James. Il se met au travail mais les personnes qu'il invite refusent de venir. Angela arrive au bureau et y trouve Greg, qui lui donne les détails et les vidéos de surveillances de la mort de QDubs. Ghost revoie Tommy et Kanan pour la première fois depuis son voyage à Miami et ils se mettent déjà à raconter business. Ils leur racontent alors ce qu'il s'est passé avec QDubs et Ghost commencent à passer un savon aux deux qui sont persuadés d'avoir fait la bonne chose. Kanan propose alors de remplacer le gang de QDubs avec ses hommes, lui disant qu'ils peuvent vendre sa drogue et Ghost remarque que Kanan et Tommy sont de plus en plus proches. Il réalise aussi que la laverie n'est plus suffisante pour blanchir leur argent et qu'ils ont à nouveau besoin du club.
Ghost rentre chez lui et Tasha lui annonce qu'ils s'appauvrissent petit à petit car le salaire de Ghost paye à peine les factures. Ghost, débordé, raconte ses problèmes d'argent inutilisables à sa femme qui n'a pas l'air de l'écouter. En plus de ça, Angela ne lui envoie aucun message. Shawn se rend chez LaKeisha qui ne veut pas lui parler après qu'il l'ait rejeté pour Tasha. Shawn s'excuse, réalisant la chance qu'il a perdu mais LaKeisha comprend que Tasha a dû le repousser à nouveau. Pour lui prouver le contraire, Shawn l'embrasse et les deux finissent par faire l'amour. Pendant ce temps, Julio arrive chez Tommy et est accueillie par Holly. Voyant que Tommy n'est pas là, Julio décide de partir par respect pour lui mais Holly insiste pour qu'il reste. De son côté, Tommy rencontre Andre et le reste des hommes de Kanan et ont un grand dîner ensemble. Pendant ce dîner, Kanan donne des directives à son équipe mais il voit qu'un des hommes, Broc, ne le prend pas au sérieux et se moque de Tommy directement, étant à nouveau le seul homme blanc du groupe.
Angela étudie les vidéos de surveillances et voit que la voiture de Tommy était dans les parages. Elle arrive à obtenir sa plaque d'immatriculation. LaKeisha raconte à Tasha sa soirée avec Shawn mais Tasha se montre très jalouse. Keisha et Tasha commencent à se disputer, car Tasha soutient le fait qu'elle veut toujours sortir avec les hommes que Tasha cotoie, ce que Keisha nie. Tasha dit qu'elle ne veut pas être avec Shawn car elle est bien avec Ghost mais Keisha ne croit pas qu'elle peut lui faire à nouveau confiance. Elle lui dit aussi d'être sûr avant de faire confiance à Ghost et d'arrêter de balader Shawn, ce qui fait réfléchir Tasha. Après ça, Tasha rentre chez elle et fouille les affaires de Ghost pour trouver une preuve de tromperie et y trouve la carte de l'hôtel de Miami. Tasha appelle le numéro et elle reçoit confirmation qu'il était bien à Miami avec Angela. Tommy rentre chez lui avec un chiot pour Holly mais elle n'a pas l'air d'être ravie d'avoir un nouveau compagnon que Tommy a surnommé Bell. Tommy comprend que Holly était avec quelqu'un et en apprenant que c'est Julio, Tommy sort de chez lui, énervé. Kanan parle du comportement de Broc à Dre et lui demande de le calmer car il lui manque trop de respect et Dre répond qu'il va lui parler. James rentre chez lui mais il est bloqué par la sécurité car Tasha a changé le code d'accès. Après avoir réussi à contacter Tasha, cette dernière lui raccroche au nez après lui avoir fait comprendre qu'elle sait pour Angela. James pense alors que Shawn lui a dit pour son aventure et s'en prend à celui-ci qui, surpris, nie cela. Au FBI, Angela rapporte à Greg ce qu'elle a trouvé et lui demande d'en parler à Sandoval et il accepte. Ce dernier se rend vers Mike qui comprend vite que Greg aide Angela car il veut sortir avec elle. Malgré ça, voyant les preuves qu'Angela a obtenu, il lui laisse la chance de présenter ses idées à la division Lobos si elle veut la réintégrer. S'il est convaincu, il la reprendra.
Tommy trouve Julio et s'en prend à lui, ce qui Ghost qui est témoin de toute la scène. Ghost calme Tommy et l'interdit de s'en prendre à l'un des leurs pour une fille. Après s'être calmé, il apprend que Ghost s'est fait virer de chez lui par Tasha. Voyant qu'ils sont débordés par le business, Tommy décide alors de donner le territoire des RSK à Kanan et ses hommes, ce que Ghost accepte. Tasha se retrouve dans l'appartement avec Shawn et lui crie dessus, étant déçu car elle ne lui a rien dit à propos de la relation entre Ghost et Angela. Shawn se défend en disant qu'il ne lui a rien dit pour ne pas la blesser. Tasha se met alors à pleurer et pour la réconforter, Shawn embrasse Tasha mais ils sont interrompus par Tariq. Au bureau, Angela est finalement réintégré à la division Lobos après une présentation de ce qu'elle pense être le réseau de drogue de Ghost, qu'elle croit être Tommy Egan. Cependant, le nom de James est à nouveau mentionné. Après la réunion, Angela annonce à James ce qu'il s'est passé et lui promet de le protéger. En même temps, James lui annonce que sa relation avec Tasha est finie. Cependant, Angela comprend que James a menti à Tasha sur sa liaison et ça la déçoit. Alors qu'ils allaient commencer à se disputer, ils sont interrompus par Greg qui demande à Angela de la rejoindre pour suivre Tommy. Pendant leur filature, Greg trouve Holly et envoie une photo à Angela pour qu'il la trouve.
Ghost annonce à Kanan qu'il va prendre le territoire des RSK, ce qui le ravie. James retrouve ensuite Tasha à l'école de Tariq et lui annonce qu'il pense que la personne qui commandite les attaques est Kanan pour le tester, ce qui surprend Tasha. Il veut alors tout raconter à Tasha mais elle refuse d'écouter, se sentant trahie. Ghost lui fait alors comprendre que Kanan veut se venger d'eux pour l'avoir envoyé en prison mais Tasha n'y croit pas et s'en va. Ghost l'attrape violemment par le bras pour la faire rester mais Tasha arrive à se défendre et s'en aller. Ghost retrouve ensuite Holly et lui donne de l'argent et une nouvelle adresse pour qu'elle disparaisse de la vie de Tommy. Holly refuse et dit que Tommy continuera à la chercher même si elle s'en va. Ghost lui laisse alors deux jours pour rompre avec elle. Holly accepte, par dépit.
Au Truth, James a réussi à organiser une superbe soirée sans l'aide et l'argent de ses patrons et tout le monde le félicite. Kantos arrive, surpris, et lui demande comment il a fait pour organiser une soirée pareille. Au même moment, Holly est arrêté par Greg Knox qui demande à la suivre au bureau. Tasha, elle, s'effondre dans sa salle de bain après cette nouvelle trahison de son mari lorsqu'elle reçoit la visite de Kanan qui vient déposer des cadeaux pour les enfants et se met ouvertement à la draguer. Après Kanan partie, Tasha décharge l'arme qu'elle avait sur elle.

### Épisode 5:Qui veux-tu être
- États-Unis /  Canada : 11 juillet 2015 sur Starz / Super Channel
- France : 20 décembre 2015 sur OCS Choc

- États-Unis : 1,25 million de téléspectateurs[7] (première diffusion)

L’épisode commence avec Holly Weaver dans une salle d’interrogatoire. De l’autre côté de la salle, Cooper Saxe donne des informations sur Holly à ces coéquipiers. Il entre ensuite dans la salle pour commencer l’interrogatoire et pendant ce temps, Mike Sandoval ordonne à Greg Knox d’aller interroger les alliés de Tommy Egan. Saxe commence alors son interrogatoire en lui affichant son casier judiciaire mais Holly ne prend pas la situation au sérieux et essaye de gagner du temps. Voyant que ça n’avance pas, Saxe lui propose d’effacer son casier si elle lui révèle des informations. Au même moment, James St. Patrick se réveille dans un hôtel et appelle son fils Tariq pour lui féliciter pour ses accomplissements à l’école mais il ne répond pas. James lit ensuite le journal et voit que la soirée au Truth de la nuit dernière a fait du bruit puisqu’ils en parlent sur la une du journal. En lisant l’article, James voit que Simon Stern est félicité pour la réussite de la soirée, ce qui l’enrage car il n’est même pas mentionné même si c’est lui qui a tout mis en place.
Saxe continue son interrogatoire et pose des questions sur Tommy Egan, lui révélant qu’il pense que Tommy est un dealeur de drogue. Holly révèle alors qu’ils sortent ensemble mais ne répond pas aux autres questions et dit surtout que Tommy n’est pas un dealeur. Pour lui mettre l’as pression, Saxe demande à la jeune femme d’appeler Tommy pour écouter leurs conversations et heureusement pour Holly, Tommy ne répond pas et est soulagée. Cependant, Angela remarque qu’Holly avait peur que Tommy réponde et qu’elle sait sûrement quelque chose. Elle demande à entrer mais Sandoval a confiance en Saxe et pense qu’il réussira à lui faire cracher le morceau, ce qu’Angela ne croit pas car elle sait qu’Holly aime Tommy. James retrouve Simon Stern et lui parle de l’article. Simon lui explique alors que les articles vont permettre au club de se faire connaître et rapporter de la clientèle. Il finit aussi par dire qu’il récoltera toujours les félicitations et pas James, qui restera dans l’ombre. Tommy Egan se rend dans le restaurant de Dre pour trouver Kanan mais il n’est pas là. Il en profite pour récupérer l’argent de la drogue et s’en va.
James arrive au club et se rend dans le bureau de Josh Kantos pour voir les bénéfices qu’ils ont faits. Finalement, James trouve le livre des comptes et remarque que quelque chose cloche. Il se fait interrompre par Greg Knox qui lui pose des questions sur Tommy Egan mais il n’apporte aucune nouvelle information à Greg. Angela demande à nouveau à Mike Sandoval d’interroger Holly mais il refuse encore. Mike lui avoir alors qu’il ne veut pas la laisser entrer car il ne lui fait pas confiance, malgré le fait qu’elle est dévouée à cette enquête. Mike envoie alors Angela répondre à un appel téléphonique et elle apprend que le mandat d’Holly a été annulé et qu’elle doit être libérée. Ghost reçoit un appel de Felipe Lobos qui lui demande l’argent car la vente prend trop de temps. Ghost se rend alors à la laverie et y trouve Julio et Victor qui comptent l’énorme tas d’argent qu’ils ont gagnés grâce à Carlos Ruiz et son gang. Julio fait aussi comprendre à Ghost qu’ils doivent engager de nouveaux dealeurs car ils ne peuvent pas vendre vite sans dealeurs. Ghost donne alors rendez-vous à Tommy chez Ruiz.
Angela et Greg découvrent que Holly a pris une balle au Truth le même soir de la mort de Nomar Arcielo, ce qui donnerait un alibi à Tommy qui prouverait qu’il n’a pas tué Nomar s’il était avec Holly. Ils comprennent alors que Nomar n’a pas été tué par Ghost. Chez Carlos Ruiz, Ghost demande à ce dernier de tuer Vladimir Jankovic et il pourra récupérer son territoire et Ruiz accepte, étant intéressé de gagner plus d’argent. Ghost reçoit ensuite un message de Tariq qui lui annonce qu’il est à l’hôtel. Il retrouve alors son fils qui voulait le voir, avec l’accord de sa mère. Tariq lui demande alors des conseils sur les filles, lui expliquant qu’une fille lui a demandé à sortir avec lui mais qu’il est intéressé par une autre, ce qui reflète assez bien la vie sentimentale de son père. James lui conseille alors de dire la vérité à la fille pour ne pas la faire souffrir. Les deux partent ensuite regarder un match ensemble. Angela révèle à Sandoval ce qu’elle a découvert et de son idée pour faire parler Holly. Mike accepte, à la grande surprise de Cooper Saxe. Cependant, c’est Mike qui va l’interroger, pas Angela, ce qui la déçoit. Tommy arrive finalement chez Ruiz et il apprend avec surprise que Ghost veut tuer le chef du gang serbe, Vladimir Jankovic. Tommy promet alors à Vibora qu’il aura le territoire du serbe mais pas de cette manière. Tommy appelle ensuite Julio pour avoir l’adresse de l’entrepôt de Vladimir.
Mike entre dans la salle d’interrogatoire et commence à sympathiser avec Holly en lui donnant un sandwich et Holly comprend son jeu. Mike commence alors à prendre Holly par les sentiments en lui rappelant l’importance des proches. Il révèle ensuite à Holly que Tommy n’était pas avec elle lorsqu’elle s’est faite tirer dessus, ce qui a l’air d’affecter cette dernière. Tommy arrive dans la chambre d’hôtel de Ghost et demande des explications à propos du serbe. Ghost lui explique alors qu’ils doivent gagner du temps car ils sont sous la pression de Lobos et Vladimir refuse de travailler avec eux. Tommy décide alors de ruser en faisant comprendre à Vladimir qu’il a besoin d’eux, ce que Ghost accepte. Ils vont le forcer à s’associer avec eux en bloquant leurs approvisionnements. Ghost demande aussi à inviter Dre pour qu’il les aident et qu’il fasse ses preuves.
Angela reçoit un message de James qui demande à la voir. Tommy raccompagne Tariq chez lui et sont accueillis par Tasha qui lui demande où il était. Elle apprend par surprise qu’il était avec James et elle le punit dans sa chambre. Une fois Tariq parti, Tasha se montre énervée contre Tommy pour ne lui avoir rien dit à propos de la liaison de Ghost et Tommy répond que ce n’était pas à lui de le dire. Tasha lui fait comprendre qu’elle se sent trahie par lui pour ne lui avoir rien dit et lui demande de partir, ce qui attriste Tommy. Avant de partir, il s’assure que Tasha ne les balancerait pas, ce qui la déçoit énormément. Angela retrouve James dans sa voiture et lui demande ce qu’il se passe avec Greg. Angela lui explique alors qu’il en a après Tommy et en profite pour lui demander où il était le soir de l’attaque au Truth mais James esquive la question en lui demandant s’il va lui arriver quelque chose et Angela lui assure que non. Tasha demande à son fils pourquoi il s’est enfui et il répond qu’on voulait voir son père à toi prix. Tariq demande alors pourquoi son père s’absente mais Tasha n’a pas de réponse à cette question.
Après ça, Tommy et son équipe bloquent l'approvisionnement de Vladimir Jankovic en appelant la police pour leur donner la location de la drogue pendant que James arrive à une fête organisée par Simon Stern qui a l'air d'être placé sous le thème du sexe. James tombe sur Mme Stern qui a l'air déprimée par la fête et pense aux infidélités de son mari. Chez Vladimir, Dre fait finalement ses preuves en tuant un des hommes de Vladimir qui a touché Poncho. Tommy le félicite et ils s'en vont, ni vu ni connu. Après avoir finalement trouvé, Simon montre à James les avantages de travailler pour lui, en désignant principalement les femmes, les jets privés et l'argent mais cela n'intéresse pas James qui ne veut que récupérer son club. Cependant, il remarque que la soirée attriste particulièrement Madeline Stern. Vladimir Jankovic, qui est à la fête de son frère, apprend que toute la drogue a été prise par la police. Tommy retrouve Vladimir qui veut maintenant s'associer mais cela durera le temps que son fournisseur puisse le ravitailler à nouveau.
Cooper Saxe continue son interrogatoire et intimide Holly en lui montrant les photos du meurtre de QDubs, ce qui déstabilise cette dernière qui se met à stresser. Mike Sandoval lui met alors la pression mais cela ne marche pas. Elle se fait alors arrêter et sera amené à l'Ohio pour être incarcérer mais elle demande à aller aux toilettes d'abord, ce que Mike accepte. Une fois arrivée aux toilettes, elle fond en larmes, sachant ce qu'il va lui arriver. Elle est ensuite rejointe par Angela qui essaye de la convaincre de parler mais ça ne marche pas. Entendant Angela appeler Tommy Ghost, Holly décide de sauver son petit-ami en lui révélant que James est actuellement Ghost, pensant qu'elle le protège pour envoyer Tommy à sa place, mais elle comprend vite qu'Angela ne savait pas. Pour la faire taire, Angela lui propose de la libérer et d'abandonner les charges contre Tommy en échange de preuve qui montre que James est Ghost, ce que Holly accepte. Une fois Angela seule aux toilettes, elle s'effondre en larmes, le cœur brisé, se sentant trahie par son amant...

### Épisode 6:Pourquoi elle?
- États-Unis /  Canada : 18 juillet 2015 sur Starz / Super Channel
- France : 20 décembre 2015 sur OCS Choc

- États-Unis : 1,25 million de téléspectateurs[8] (première diffusion)

Holly Weaver et Angela Valdes déjeunent ensemble et Holly en profite pour poser des questions à Angela sur sa relation avec James mais elle esquive le sujet, demandant à rester concentrer pour organiser un plan. En effet, Angela veut des preuves que James est Ghost et Holly a de nombreuses histoires qui le prouvent mais elles ne sont pas recevables car ce sont des ouï-dire. Holly raconte alors à Angela qu'elle a vu James donner une arme à Tommy le soir du meurtre de Rolla. Holly propose alors de retrouver l'arme pour la convaincre et sauver Tommy et Angela accepte. Pendant ce temps, Tommy Egan et Vladimir Jankovic, qui ont démarrer leur association, torturent un gang du membre albanais car Vladimir les croit coupable d'avoir appelé la police lors du raid à l'entrepôt. Mais en réalité, c'est Tommy et son équipe qui ont laissés des indices pour accuser le gang albanais. Pour torturer encore plus l'albanais, Vladimir met un sac sur sa tête et ferme le sac en y mettant un rat qui a la rage. Après ça, Ghost rencontre Vladimir, qui est toujours avec Tommy, et l'invite à une réunion de l'organisation pour qu'il puisse rencontrer les autres associés, ce que Vladimir accepte. Vladimir précise à nouveau qu'il s'allie avec eux, seulement le temps que son fournisseur le ravitaille. Vladimir amène ensuite l'albanais et le tue devant Ghost et Tommy en le découpant avec une tronçonneuse, en honneur à leur alliance. Après leur rencontre, Ghost et Tommy repensent à ce qu'ils viennent de voir qui les laissent assez perplexe. Tommy en profite pour donner son avis sur Dre à la suite du braquage à l'entrepôt et demande s'il sera présent à la réunion mais Ghosr refuse car il est trop jeune d'après lui.
À l'école, Tasha est convoqué par la principale Maggie Chambers car elle est inquiète pour le comportement récent de Tariq qui ne lui ressemble pas. En effet, Tariq s'est battu à l'école et s'est fait exclure temporairement. La principale Chambers pense que Tariq n'est pas bien à cause de la séparation de ses parents et conseille à Tasha de laisser Tariq et son père avoir une conversation seul à seul, ce que Tasha ne prend pas bien. Au QG du FBI, Greg Knox annonce à ces collègues que Felipe Lobos est bientôt de retour aux Etats-Unis pour récupérer l'argent de son business de drogue. Ils apprennent aussi que Lobos va avoir un rendez-vous avec Ghost et doivent maintenant avoir plus d'informations sur cette rencontre. Après la réunion, Greg prend Angela à part et prend de ses nouvelles, voyant qu'elle ne va pas bien mais elle arrive à fuir et en dire le moins possible. Elle retrouve ensuite James à un restaurant mais la tension est palpable. James parle alors des problèmes de Tariq à Angela, se sentant coupable de son changement, mais il est sûr que ça va s'arranger. De son côté, Holly cherche l'arme du meurtre de Rolla mais Tommy rentre et l'interrompt dans ses recherches. Après s'être fait questionner sur sa disparition d'hier (lorsqu'elle était au FBI), Holly dit à Tommy de faire attention à Ghost. Après ça, Tommy et Holly font l'amour et Tommy utilise des menottes pour pimenter les choses. Après que Tommy se soit endormi, Holly part fouiller sa voiture et trouve finalement l'arme. Elle la récupère et la met dans son sac.
Lors de la réunion de l'organisation, Tommy présente Vladimir au reste du groupe mais il manque Kanan et Dre. Le groupe discute alors de l'avenir de l'organisation et Ghost donne les règles de l'alliance. Angela part ensuite retrouver Holly, sans savoir qu'elle est à nouveau suivie par Greg qui pense qu'elle part retrouver James. Mais il découvre qu'elle a, en réalité, rendez-vous avec Holly dans un restaurant. A l'intérieur, Holly donne à Angela l'arme mais Angela voit que ce n'est pas la bonne arme. Angela ordonne alors à Holly d'enregistrer ses conversations avec Tommy. Tasha et Shawn se retrouvent dans un parking après que Shawn ait déposé les enfants à l'hôtel de James. Tasha en profite alors de son mal-être à Shawn au sujet de sa vie actuelle et Shawn lui fait comprendre qu'il sera là pour les aider. Tasha demande alors à Shawn de se rendre dans un stand de tir pour décompresser et elle lui apprend aussi à tenir une arme et à tirer, réalisant qu'il ne sait pas s'en servir. Inconsciemment, les deux se rapprochent et passent un moment romantique.
Pendant ce temps, Holly retourne l'appartement de Tommy, cherchant des preuves mais elle ne trouve rien. James ramène ensuite ses enfants à l'appartement et les jumeaux Tariq et Raina demandent à leur père lorsqu'il reviendra, mais il ne sait pas. Il rassure ses enfants et Tasha finit par interrompre ce moment, qui la fait pleurer. Une fois les parents seuls, James demande à dîner avec eux mais Tasha refuse, mais propose à la place la semaine prochaine. Tommy et Ghost mangent ensemble dans un restaurant lorsqu'Holly arrive. Ghost constate alors que Holly et Tommy sont toujours ensemble. Une fois seuls, Ghost met la pression à Holly pour qu'elle parte dès ce soir et en profite pour la menacer, ce qu'Holly est contrainte d'accepter. Dre retrouve Carlos Ruiz dans son club de boxe et Poncho en profite pour le remercier de l'avoir sauvé. Dre apprend de Ruiz qu'une réunion a été tenu sans Kanan et lui et Ruiz pense que Ghost se méfie de Kanan et Ruiz montre qu'il se méfie aussi de Kanan mais qu'il fait confiance à Dre.
Tommy rentre dans son appartement et offre la bague de sa grand-mère à Holly, en lui disant qu'il aime, ce qui l'empêche de créer une dispute avec Tommy. Cependant, ce geste la flatte. Tommy part ensuite rejoindre Vladimir qui demande sa présence. Après un dîner avec les enfants, Shawn et Tasha rigolent ensemble lorsque Estelle vient les interrompre et demande subtilement à Shawn de partir. Une fois seules, Estelle demande à Tasha comment se passe les choses avec Ghost, espérant que les choses vont s'arranger, ce que Tasha ne comprend pas. Estelle lui explique alors qu'elle ne peut pas être mère célibataire et que Shawn ne l'aidera pas. Tasha manque ensuite de respect à sa mère en lui disant qu'elle serait une meilleure mère qu'elle, même si elle était seule, et Estelle lui donne une gifle. Estelle lui dit alors qu'elle n'aura pas la jugeote nécessaire pour élever ses enfants seuls. Etant vexée par le geste de sa mère, Tasha veut virer sa mère de chez elle mais elle lui fait comprendre qu'elle aura besoin d'elle, plus qu'elle ne le pense. Holly se rend au Truth et Ghost lui donne de l'argent et des papiers pour quelle s'enfuisse. Il la dépose ensuite à la gare. Une fois là-bas, Holly réfléchit et finalement, elle décide de rester à New York.
Après une soirée au Truth, James et Josh Kantos se retrouvent dans un bureau et discutent de Simon Stern. Kantos révèle par accident à James que Simon et sa femme Madeline Stern vont divorcer et ça va coûter énormément d'argent à Simon. James reçoit ensuite un appel d'Angela qui annule leur rendez-vous de ce soir, ce qui énerve ce dernier qui croit qu'Angela se distance de lui car elle lui cache quelque chose sur l'affaire avec Tommy. Angela dit alors de faire une pause sur leur relation mais James, n'acceptant pas cela, veut avoir une conversation en vrai avant de décider de quoi que ce soit. Après avoir raccroché, on peut voit que les poursuites contre Tommy ont déjà été lancés. En effet, Mike Sandoval demande à Angela et Greg d'obtenir un mandat contre Tommy. Sur la route, Ghost a un accident lorsqu'il est au téléphone avec Tommy mais rien de grave vu qu'il se fait ensuite arrêté par la police. Tasha vient chercher James au commissariat mais lorsqu'elle passe un savon à James, elle voit qu'Angela est là aussi. Après avoir quitté le commissariat, Tasha demande à Ghost pourquoi elle a choisi de se mettre avec Angela et elle apprend avec surprise qu'il a brisé leur famille pour une amie du lycée. Ghost lui avoue aussi qu'Angela est une procureur fédérale et qu'elle en a après Tommy, ce qui met Tasha hors de ses gonds qui décide de le gifler et le frapper. Après l'avoir calmée, Ghost lui explique qu'il a observé mais pas assez d'après Tasha. Tasha lui dit alors de continuer son aventure avec Angela pour la garder sous son regard.
Après ça, Tasha retrouve Shawn au parking de leur appartement et l'embrasse. Ils finissent par faire l'amour pour la première fois dans la voiture. Pendant ce temps, Angela arrive à la chambre d'hôtel de James et demande où est Holly car elle pense que Tommy l'a tué. James lui explique alors qu'il a aidé Holly à quitter la ville après une dispute avec Tommy. Angela promet à James qu'il va la retrouver.

### Épisode 7:Pas toi…
- États-Unis /  Canada : 25 juillet 2015 sur Starz / Super Channel
- France : 27 décembre 2015 sur OCS Choc

- États-Unis : 1,26 million de téléspectateurs[9] (première diffusion)

Après avoir fait l'amour avec Angela, Ghost retrouve Tasha dans un restaurant qui s'assure que Ghost suit bien son plan pour garder Angela sous son contrôle mais Ghost ne pense pas que ça marcherait. Ghost annonce ensuite à Tasha qu'Holly a parlé au FBI et qu'il doit surveiller Tommy car il pourrait partir en vrille. En parlant de ce dernier, après s'être libéré du lit, Tommy se soulage de sa douleur et sa rage en sniffant de la cocaïne et harcèle Holly d'appels qu'elle ne répond pas, ce qui l'énerve encore plus. Il se prépare alors à s'enfuir lorsque Ghost toque chez lui. Il le laisse entrer et Ghost s'assure qu'il va bien, même s'il voit que Tommy a l'air très fatigué. Tommy arrive alors à fuir la conversation en disant qu'il a un rendez-vous avec Dre. Mais en réalité, il donne rendez-vous à Julio Romano. Pendant ce temps, Angela essaye d'obtenir un mandat d'arrêt contre Tommy Egan avec l'aide de Greg mais n'arrivent pas à l'avoir pour manque de preuves. Après ça, Greg convainc de retrouver Holly pour la faire témoigner contre Tommy.
Ghost retrouve Dre pour avoir son argent mais il ne l'a pas. Ghost en profiter alors pour lui demander comment il a rencontré Kanan. Dre lui explique alors qu'il a rencontré en prison et qu'il l'a sauvé la vie un jour où Dre s'est fait attaquer. Ghost demande alors à Andre s'il veut sortir du ghetto et Dre répond qu'il a une fille et qu'il veut la faire grandir hors de cet endroit. Cependant, Dre dit alors que Kanan ne le laisserait jamais sortir de la rue. Au même moment, Tasha demande à Shawn si Angela est déjà montée dans la voiture mais Shawn répond que non. Ils sont alors interrompus lorsque Ghost revient dans la voiture. Tasha, elle, fait vérifier la maison pour être sûr qu'il n'y a pas de micro ou de caméra chez elle. À la laverie, Tommy remarque qu'il se fait suivre par une voiture mais Julio est persuadé que ce n'est pas le cas. Tommy demande alors à ses hommes de faire déplacer tout l'argent de la laverie, par intuition que quelque chose de mauvais va arriver, ce qui surprend Julio qui veut en savoir plus mais Tommy ne veut rien lui dire.
James fouille le livre des comptes mais il est interrompu par Kantos qui regrette de lui avoir parlé du divorce de Simon Stern. James lui affirme qu'il ne dira rien. Shawn arrive chez Tasha et cette dernière lui dit d'être vigilant à propos de leur liaison et Shawn lui promet qu'il le fera. Tommy, Marcus, Julio et Victor chargent l'argent dans un camion et s'en vont, sans savoir qu'ils sont suivis par Greg Knox. Ils se font ensuite arrêtés par une voiture de police qui les font descendre du camion. Ils fouillent alors le camion mais ils n'y trouvent que des habits sales. En effet, Tommy avait prévu le coup et a mis l'argent dans un autre camion qui n'a pas été fouillé. James appelle Lee Rossier et lui demande s'il a gardé son livre des comptes. Lee lui répond que non car Simon Stern l'a récupéré, ce qui est le cas de James aussi. Les deux comprennent alors que Simon cache quelque chose. Lee lui indique que son bail est signé au nom de Ravenna Holdings mais il est sûr que cette personne n'existe pas. James luii répond qu'il va faire des recherches de son côté. Il profite alors de l'absence de Kantos pour s'introduire dans son ancien bureau et prend en photo les livres des comptes. Il tombe alors sur une enveloppe au nom de cette Ravenna qui l'adresse d'un paradis fiscal aux Iles Caïmans.
Tasha est chez une avocate pour commencer les procédures de divorces. L'avocate Tina Schulman lui avertit qu'elle n'aura plus rien si elle divorce de James et Tasha est au courant, regrettant d'avoir signé un contrat de mariage. L'avocate lui propose alors de ne pas divorcer mais de conclure un arrangement pour avoir des vies séparées mais pour garder leur compte commun et leur statut de mariés. Tasha n'aura pas d'autre choix si Tina ne trouve pas d'autre solution. À la suite de l'avis de recherche posté, Darryl annonce à Angela qu'Holly est introuvable et qu'elle n'a pas utilisé ni son passeport ni sa carte de crédit. Le soir même, Angela retrouve James et est déterminée à le faire parler James à propos de la disparition d'Holly, pensant que Tommy l'a tué car il aurait appris qu'Holly devait témoigner contre Tommy pour ses crimes, montrant principalement les meurtres de Rolla, Nomar Arcielo et QDubs. James défend son ami mais Angela ne le croit pas et le menace de mettre un terme à leur relation s'il ne dit rien. Au début, James la laisse partir mais il finit par lui révéler qu'elle s'est enfui sous un faux nom. Shawn revient chez Tasha et cette dernière lui annonce ce que l'avocate lui a dit. Shawn voit le bon côté des choses et dit qu'ils seront enfin ensemble mais Tasha lui dit d'être réaliste et qu'ils n'auront qu'une liaison secrète, ayant trop de choses à perdre, notamment la vie pour Shawn. Tasha finit par lui dire qu'elle doit apprendre à se débrouiller seule, mais Shawn refuse de la laisser galérer seule. Shawn et Tasha partent ensuite faire l'amour sous la douche.
Ghost récupère son argent chez Carlos Ruiz, qui demande à nouveau un rendez-vous avec Lobos et chez Dre. En même temps, Ghost apprend par Julio qu'ils ont vidés la laverie par la demande de Tommy car la police les surveille, à sa grande surprise de Ghost. Il retrouve ensuite Tommy qui se cache, sentant toujours qu'il est surveillé. Il raconte ce qu'il s'est passé et surtout ses intuitions et Ghost lui dit de faire profil bas le temps que ça se calme, ce qui ne rassure pas Tommy qui pense qu'Angela se rapproche petit à petit de lui. Ghost lui dit qu'il a un plan mais Tommy n'y croit pas, lui rappelant qu'il n'a plus du tout le contrôle de la situation. Tommy lui annonce alors qu'il est décidé à tuer Angela. Ghost retrouve ensuite Tasha pour lui expliquer que Tommy veut tuer Angela, ce qui la réjouit. Ghost demande alors à Tasha de parler à Tommy pour le calmer mais Tasha refuse d'aider Ghost, lui rappelant sa trahison. Elle en profite pour aborder le sujet du contrat de mariage et Ghost lui explique qu'il l'a créé pour se protéger au cas où elle voudrait témoigner contre lui, ce qui surprend Tasha car elle ne l'aurait jamais trahi. Ghost finit par la convaincre en lui disant que si Tommy tue Angela, les conséquences leur tombent dessus. Après avoir reçu un appel qui lui donne l'adresse d'Holly, Angela se met en route mais au même moment, Tommy sort de sa voiture, armé pour le tuer. Lorsqu'il sort de sa voiture, Tasha le retient, lui disant que ce n'est pas encore le moment de la tuer.
James retrouve Madeline Stern et lui demande de s'allier avec elle pour faire tomber Simon Stern, en révélant ses fraudes avec la société Ravenna, qui est révélé être leur fille qui est décédée 10 jours après sa naissance. James finit par lui donner son numéro et lui donne le temps de réfléchir. En sortant de l'hôtel, il voit Shawn qui raccroche le téléphone dès qu'il le voit, ce qui l'énerve. Il lui prend son téléphone pour regarder son journal d'appels mais Shawn l'a déjà effacé. James commence alors à le soupçonner de le surveiller pour le compte de Kanan, ce que Shawn nie. Dans un bar, Tasha et Tommy finissent bourrer et réfléchissent à comment tuer Angela. Au bar, Tasha remarque que deux filles regardent Tommy avec attention. Elle décide alors d'organiser un plan à trois pour remonter le moral de Tommy. Le trio se retrouve alors dans l'appartement de Tommy et couchent ensemble, défoncés à la cocaïne. À la fin, Tommy les vire brutalement de chez lui après une dispute, en leur donnant son chien mais il finit par le reprendre.
Angela retrouve Holly dans un motel délabré et Holly finit par lui expliquer pourquoi elle s'est enfuie. Angela lui demande ensuite pourquoi James l'a aidé si elle était Ghost mais Holly lui dit que James n'est pas Ghost et qu'elle lui a menti pour l'embrouiller l'esprit et libérer Tommy, ce qui désespère Angela. Maintenant, Holly n'en a plus rien à faire de Tommy. Angela lui demande alors des informations sur ses relations mais elle ne lui dit rien. Holly finit par la virer de chez elle. Après Angela partie, Holly prend son téléphone et demande à James s'il a bien entendu toute la discussion, ce qu'il confirme, car Holly a appelé James pour qu'il puisse entendre la conversation et l'a convaincu de mentir, ce qui a marché. James lui envoie ensuite de l'argent pour pouvoir disparaître pour de bon. Shawn se rend au restaurant de Dre et demande où est Kanan mais Dre lui répond qu'il ne sait pas. Shawn lui dit alors que Felipe Lobos va venir à New York, ce qui fera peut-être sortir Kanan de sa planque.
Madeline Stern est accueillie par James au Truth et complimente la boîte de nuit. Elle lui annonce alors que Simon Stern fait bien de la fraude et du détournement de fonds et qu'elle a des preuves pour le faire arrêter, ce qui réjouit James. Les deux se mettent alors d'accord pour rendre le Truth à James une fois qu'ils auront détruits Simon. Victor et Marcus font part de leurs inquiétudes à Julio Romano car la police est à leur trousse, mais ils les rassurent, leur disant de ne pas s'inquiéter et finit par esquiver le sujet. Dre avertit Kanan que Lobos arrive à New York. Felipe Lobos arrive à New York avec son garde du corps et petit-ami Javier Villanueva.

### Épisode 8:Trois coups d'avance
- États-Unis /  Canada : 1er août 2015 sur Starz / Super Channel
- France : 27 décembre 2015 sur OCS Choc

- États-Unis : 1,04 million de téléspectateurs[10] (première diffusion)

L’épisode commence avec Felipe Lobos qui se repose dans la piscine d’un hôtel pendant qu’une prostituée lui fait une fellation, sous le regard jaloux de son petit ami et garde du corps Javier Villanueva. Tout à coup, une serveuse, qui travaille pour le cartel Jimenez, tire en direction de Lobos mais tue Dominic, la prostituée, au lieu de Lobos. Grâce à Javier, qui distrait la serveuse, Felipe tire une balle dans la tête de la tueuse. Felipe ne se sent maintenant plus en sécurité à New York et décide d’aller chercher son argent auprès de Ghost avant de quitter la ville. En parlant de ce dernier, il planifie ses futures sorties avec ses enfants avec Tasha, qui lui demande de savoir son plan pour se débarrasser d’Angela, disant qu’elle a suffisamment aidé. Ghost lui explique alors que pour arrêter les enquêtes sur lui et Tommy, il doit éliminer Felipe Lobos car il est le principal recherché de l’enquête. Cette idée plait à Tasha qui montre son soutien mais lui dit avant tout de faire attention.
Au même moment, Angela apprend comment surveiller James avec son téléphone cloné. Elle peut maintenant voir tout ce que James a sur son téléphone : ses appels, messages, notifications et, etc. Ghost se rend à la nouvelle planque et y trouve Julio qui compte tout l’argent qu’ils viennent de recevoir du trafic. Tommy arrive à son tour et se réjouit de tout l’argent, félicitant Julio pour tout l’argent. Alors qu’il se tourne ensuite vers Ghost pour lui demander quand sera la prochaine livraison, Ghost en profite pour le confronter à propos de sa tentative d’assassinat sur Angela. Ghost lui explique ensuite son nouveau plan : tuer Lobos pour éloigner les soupçons d’Angela et les enquêtes du FBI d’eux mais Tommy trouve que cette idée est terrible car ils n’auront plus de distributeurs. Lorsque Tommy lui explique comment ils vont faire sans distributeurs, Ghost lui propose alors de se ranger et commencer à avoir une vie de citoyen parfait, ce qui fait rire Tommy, qui ne croit pas que ça peut arriver. Il reste décidé à tuer Angela. Shawn se rend chez sa mère Jarita et y trouve Kanan, qui lui demande ensuite ce qu’il sait sur Felipe Lobos. Ghost reçoit un appel de Felipe Lobos qui lui donne rendez-vous. Il lui envoie ensuite l’adresse par SMS et Angela donne l’adresse à son équipe pour aller arrêter Lobos. Avant d’aller l’arrêter, Angela suit James qui se trouve dans un magasin. Elle l’appelle et lui demande où il est et James lui ment, en lui disant qu’il est au Truth, ce qui la surprend. Cependant, elle perd James de vue.
Ghost retrouve ensuite Felipe Lobos dans un restaurant et ce dernier lui annonce qu’il va devenir le chef du réseau de drogue américain de Lobos car il va être débordé pendant sa fuite. En revanche, Lobos lui dit qu’il doit se débarrasser de Tommy car Tommy l’empêche d’avancer, ce qui surprend Ghost. Felipe lui donne alors le temps de réfléchir jusqu’à la prochaine livraison. Une fois Ghost parti, Javier s’est bien rendu compte que Ghost ne veut pas prendre la tête du réseau. Felipe décide de mettre un plan en place pour trouver comment contrôler Ghost car il devient trop dangereux. Au QG du FBI, les agents donnent un plan d’attaque pour arrêter Lobos et Tommy Egan en même temps lors de leur prochain rendez-vous. Kanan retrouve Dre et lui demande ce que Ghost a fait ces derniers jours. Dre lui explique qu’il est venu le voir et Kanan comprend directement que Ghost lui a proposé de sortir de la rue et avoir une vie rangée. Dre révèle aussi à Kanan que Carlos Ruiz est prêt à se passer de Ghost et Tommy pour s’allier avec Kanan et lui, ce qui réjouit Kanan, pensant qu’il a maintenant un coup d’avance sur Ghost pour sa vengeance. Kanan dit alors à Dre d’obtenir des informations sur le rendez-vous entre Ghost et Lobos et essayer de s’y faire une place.
Angela surveille le téléphone de James lorsque ce dernier arrive chez elle avec un cadeau, des chaussures qu’il a justement achetées dans le magasin ou Angela l’a vu, ce qui la calme. Cela fait que Angela a de moins en moins de soupçon envers lui. En plus de ça, elle voit à un moment qu’il ne reçoit que des messages de sa fille qui demande à le voir car elle lui manque, ce qui lui fait excrément de peine. Peu de temps après, les deux font l’amour. Le lendemain, Tommy et Kanan déjeunent ensemble et Tommy explique à Kanan qu’ils vont rencontrer Felipe Lobos le lendemain pour lui donner son argent, ce qui intéresse Kanan. Il propose alors à venir mais Tommy refuse, disant qu'ils ont la situation en main. Pendant ce temps Dre retrouve Ghost dans un restaurant et Ghost comprend que Kanan est revenu. Dre lui annonce ensuite qu'il accepte de travailler pour son organisation, disant qu'il ne veut plus être un simple dealeur de drogue de rue et demande à avoir un poste haut-gradé, suffisamment haut pour rencontrer le fournisseur Lobos, mais Ghost refuse de l'implique, disant que Lobos est trop dangereux et met fin au rendez-vous, demandant à Dre de partir. Julio se rend, déguisé en livreur, au bureau d'un avocat nommé Joe Proctor et lui demande son argent mais il répond qu'il ne peut pas le payer maintenant. Julio s'énerve en lui disant qu'il subira les conséquences mais Joe répond qu'il ne lui fera rien car il y a trop de témoins dans le bureau. Il finit par dire qu'il donnera l'argent au moment voulu, ce qui oblige Julio à partir les mains vides. Angela reçoit un message sur le téléphone cloné de Ghost et y trouve l'adresse pour le rendez-vous de Lobos et Ghost.
Tommy retrouve Tasha dans son appartement et lui parle du plan de Ghost, un plan que Tasha approuve. Tommy lui parle des conséquences de ce plan, qui n'amènera que des problèmes d'après lui, et finit par avouer à Tasha que Ghost veut toujours quitter le business, ce qui surprend Tasha. Tasha comprend alors que Ghost compte se débarrasser de Lobos pour s'enfuir avec Angela. Tasha retrouve ensuite Ghost au Truth et le confronte à propos de ses envies de fuite avec Angela, ce que Ghost ne comprend pas et nie immédiatement cela. Il rassure Tasha en lui disant qu'il continuera son plan même si Tommy n'est pas d'accord. LaKeisha arrive chez Tasha et interrompt cette dernière qui comptait avertir Shawn du danger qu'il peut courir s'il accompagne Ghost demain. LaKeisha comprend bien qu'il se passe quelque chose entre les deux et Tasha est forcée de lui avouer la vérité. Keisha, énervé car elle a perdu Shawn face à Tasha, lui demande comment elle va faire pour garder sa liaison secrète avec Ghost, ce à quoi Tasha n'a pas de réponse. Shawn, lui, tombe sur Kanan qui lui demande aussi depuis combien de temps il sort avec Tasha. Shawn ment à son père, en lui disant qu'il se sert d'elle pour avoir des informations, et appuie ses dires en lui donnant l'adresse du rendez-vous de Lobos et Ghost, ce qui surprend Kanan et félicite son fils.
Après ça, Kanan, accompagné d'Andre, essaye de créer un coup d'état contre Ghost avec l'aide de Carlos "Vibora" Ruiz pour convaincre les autres associés du réseau de prendre la tête du business car ils sont trop laissés ans l'ignorance. Vibora accepte de s'allier avec Kanan et part ensuite voir Vladimir Jankovic pour le convaincre de rejoindre leur coup d'état. Même s'il est réticent, Vladimir finit par accepter lorsque Vibora lui avoue que Ghost était derrière le raid de la police dans son entrepôt où Vladimir cache sa drogue. Kanan rejoint ensuite Vibora et Vladimir, accompagné de Drifty, qui a aussi accepté de rejoindre l'alliance, et leur explique son plan : arriver au rendez-vous avant Ghost et dire à Lobos qu'ils sont maintenant les chefs du réseau, convaincu que Lobos ne pourra pas refuser d'accepter la nouvelle organisation du réseau.
James retrouve l'avocat Joe Proctor et l'oblige à devenir son avocat en le menaçant. En effet, James le menace de révéler qu'il fournit de la drogue à son ex-femme chaque semaine en échange de la garde de sa fille, ce qui pourrait lui valoir une radiation du barreau si ça se serait. Joe le félicite et est donc contrait de devenir son avocat. Pendant ce temps, le FBI se prépare pour arrêter Lobos mais à la mauvaise adresse. Angela, qui culpabilise d'avoir rien dit à propos de la vraie adresse, quitte la réunion du FBI et donne rendez-vous à James pour se voir, ce que Greg a remarqué. Il essaye de la suivre maos il est retenu par ses collègues. A l'adresse du rendez-vous, Felipe aussi se prépare à l'arrivée de ses invités et finit par se disputer avec son petit-ami Javier, qu'il trouve insolent. Après avoir rejoint James à l'hôtel et fait l'amour avec lui, Angela propose à James de s'enfuir de New York et James lui répond qu'ils partiront aujourd'hui mais pas aujourd'hui. Vexé, Angela décide de communiquer la vraie adresse du rendez-vous à ses collègues de travail. Alors que Tommy et Ghost viennent d'arriver au lieu de rendez-vous, le FBI arrive à son tour et se prépare à entrer dans l'hôtel. À l'intérieur, le FBI finit par arrêter Felipe Lobos et aussi Tommy. Lors de l'arrestation, Javier Villanueva a été tué. Kanan, qui vient d'arriver à l'hôtel, assiste à l'arrestation de Tommy et Lobos. Cependant, le seul qui n'a pas été arrêté est James qui était dans une chambre à côté et a lui aussi assisté à toute la scène.
Shawn part confronter son père, croyant qu'il est derrière l'arrestation de Tommy, mais Kanan nie et lui répond que c'est surement un coup de Ghost car il lui a déjà fait le coup, expliquant à son fils que Ghost est la personne qui l'a envoyé en prison. En effet, Ghost avait caché de la drogue dans sa voiture et cassé un de ses feux arrière pour qu'il se fasse arrêter par la police, ce qui a marché. Kanan a ensuite été envoyé en prison. Kanan retourne alors le cerveau de son fils et le convainc qu'il doit se venger pour toutes ses années où il les a séparés. Complètement perdu, Shawn accepte alors de tuer Ghost pour venger l'honneur de son père.

### Épisode 9:Fin de partie
- États-Unis /  Canada : 8 août 2015 sur Starz / Super Channel
- France : 3 janvier 2016 sur OCS Choc

- États-Unis : 1,37 million de téléspectateurs[11] (première diffusion)

Tommy Egan est pris en photo et fouillé avant d'intégrer la prison. Il rejoint ensuite sa cellule. Il est ensuite réveillé par un garde qui l'emmène au tribunal. Il y trouve Joe Proctor qui est maintenant son avocat. Le procès pour la mise en liberté sous caution de Tommy commence et Angela Valdes et Cooper Saxe demandent à ne pas être relâché avant son procès car il pourrait s'enfuir. Finalement, la libération sous caution de Tommy est refusée et devra rester en prison jusqu'à son procès.
Tasha et Shawn réfléchissent à leur futur ensemble en s'embrassant mais sont interrompus par un appel de Tommy venant de la prison. Mike Sandoval demande à Angela comment elle a appris pour l'adresse du rendez-vous et Angela ment, en disant qu'elle avait fait suivre Tommy. Grâce à l'arrestation de Tommy et Lobos, Angela peut gagner une promotion au ministère. Une fois Sandoval parti, Greg vient lui dire qu'il sait qu'elle ment et que James St. Patrick sera obligé de témoigner contre Tommy. Après ça, Angela retrouve James qui demande à Angela de relâcher Tommy, ce qu'Angela ne peut pas faire car Tommy a été arrêté dans la même chambre que Felipe Lobos avec de l'argent et des armes. Angela lui dit alors qu'il doit lâcher des informations sur Lobos pour sortir de prison mais James répond que Tommy ne dira jamais rien. Kanan et Andre préparent Shawn pour son grand crime de ce soir. Kanan lui conseille d'agir naturellement pour que Ghost soit détendu et de le tuer dans la voiture dans une rue vide lorsqu'il sera distrait, ce qui surprend Shawn car il devra le faire en plein jour. Dre lui explique ensuite qu'il devra déposer la voiture à une adresse qui est assez loin de New York et qu'il doit se faire discret s'il veut que le plan se déroule parfaitement. Tasha débarque en furie dans l'hôtel de Ghost, lui criant dessus à cause de l'arrestation de Tommy mais Ghost répond qu'il a la situation entre les mains, disant que ça fait partie de son plan, ce que Tasha ne croit pas. Tasha pense alors qu'il a piégé Tommy pour l'envoyer en prison mais Ghost nie et dit qu'il va vite trouver une solution, mais Tasha en doute fortement.
Tommy retrouve son avocat Joe Proctor et il apprend que Joe est payé par Ghost. Tommy demande ensuite pourquoi Ghost n'a pas lui aussi été arrêté et Joe répond que Ghost était arrivé en retard au rendez-vous, ce que Tommy n'a pas l'air de croire. Joe parvient à calmer Tommy en le menaçant de partir et de le laisser croupir en prison et cela parvient à le faire taire. Après son entretien avec Tommy, Joe appelle Ghost pour lui révéler ce que Tommy pense, en partie que Ghost l'a trahi et sa relation avec Angela. Joe demande alors à dire toute la vérité mais Ghost refuse, lui disant de juste s'assurer qu'il ne dise rien sur Felipe Lobos. James se rend ensuite dans son bureau au Truth et montre à Josh Kantos qu'une marque de montres veut présenter sa nouvelle collection au club, ce qui a l'air d'intéresser Kantos. Malgré ça, Kantos refuse car la nouvelle arrive trop tard mais James s'est occupé de tous les frais pour la soirée, ce qui arrange Kantos qui lui dit qu'avec l'argent de la soirée, il pourrait peut-être racheter le Truth. Au FBI, l'agent Dean Collins dit aux agents qu'ils vont devoir proposer un marché à Tommy Egan pour qu'il lâche des informations sur Lobos, ce qui surprend Cooper Saxe.
Tasha est avec Keisha qui se rend compte que Tasha ne va pas bien depuis quelques jours. Tasha lui explique alors qu'elle rassemble de l'argent pour se protéger elle et ses enfants pour partir car Ghost est devenu accro à Angela, ce qui surprend LaKeisha qui lui fait comprendre que partir seule avec ses enfants et recommencer une vie ailleurs sans même prévenir Ghost serait une mauvaise idée. Vladimir Jankovic retrouve les autres membres de l'alliance contre Ghost et leur annonce qu'il quitte l'alliance car elle ne sert plus à rien, avec Lobos en prison et Carlos Ruiz lui donne raison. Cependant, Kanan les fait taire en disant que Ghost va bientôt mourir et qu'après sa mort, ils parleront de l'avenir de leur alliance car Lobos viendra vers lui car il n'aura plus de distributeur. Shawn retrouve Tasha qui lui annonce qu'il va quitter la ville avec les enfants et demande à Shawn de venir avec elle, ce qu'il accepte. Cependant, il lui demande quelques jours pour se préparer. En prison, Mike Sandoval essaye de convaincre Tommy de coopérer avec eux mais il continue, avec l'aide de Joe Proctor, de mentir en disant qu'il ne connaît pas Lobos et qu'il était dans sa chambre au mauvais moment par hasard. Cooper Saxe a alors une idée pour le faire parler.
Ghost monte dans la voiture avec Shawn qui est complètement bouleversé après ce que Kanan lui a révélé et se prépare à le tuer. Alors qu'il sortait son arme, il est arrêté par un agent de police qui leur avertit que la rue vide où Shawn était censé tuer est fermé. Shawn n'a pas d'autre choix que de reporter sa mission à plus tard. Après ça, Ghost dit à Shawn qu'ils doivent parler à propos de sa promotion. Kanan reçoit un message de Shawn qui lui explique ce qu'il vient de se passer. Il dit alors à Dre qu'ils vont devoir passer au plan B.
Saxe revient à la salle d'interrogatoire avec Kate Egan, la mère de Tommy, ce qui l'énerve. Saxe dit ensuite à Tommy de parler s'il ne veut pas que son compte bancaire soit bloqué et que les aides pour sa mère soient aussi bloquées. Kate entre ensuite dans la salle mais Tommy lui demande de partir. Une fois Joe, Kate et Tommy seuls, Kate demande à Tommy de parler car le FBI va prendre tous ses biens mais Tommy refuse, disant qu'il ne sera jamais une balance, ce qui énerve Kate qui se met à le frapper. Les agents du FBI, eux, se mettent à écouter illégalement la discussion des Egan mais rien de concret sort de la discussion. Angela se rend chez James et lui avoue qu'il avait raison car Tommy ne dit rien jusque-là, malgré tout ce qu'ils ont essayé. Angela dit à James qu'elle pourrait obtenir un accord pour Tommy mais elle ne pense pas qu'il le mérite. James essaye d'esquiver le sujet mais Angela revient sans cesse à la charge avec de nouvelles questions. Pour la faire taire, James et Angela font l'amour mais même après l'acte, Angela promet à James que Tommy restera en prison. Une fois Angela partie, James appelle Joe Proctor pour lui demander à parler.
En prison, Tommy est emmené dans une salle où il y trouve Angela seule. Angela lui dit qu'elle veut l'aider car James lui a demandé de l'aider, ce que Tommy a du mal à croire et se met à rire. Angela lui dit alors de témoigner contre Lobos et protéger sa mère, car le gouvernement veut attraper Lobos et non Tommy, et pourrait lui obtenir seulement 15 ans de prison, ce qui révolte Tommy qui se met à l'insulter. Tommy lui répond qu'il ne dira rien, persuadé que James l'a mis en prison pour le nuire, malgré le fait qu'Angela insiste sur le contraire. Leur réunion est interrompue lorsqu'un garde emmène Tommy au tribunal. Dans la salle, la juge révèle que Joe Proctor veut faire abandonner les poursuites contre Tommy avec une preuve irréfutable et ce dernier y parvient révélant à la cour que l'identification de Tommy a été complété grâce à un portrait-robot fait avec Isabel Ruiz sans l'accord de ses parents et ce portrait, que les agents du FBI ont présentés comme un portrait fait par Nomar Arcielo, est faux et a été présenter exprès pour induire en erreur le jugement de la cour et forcer la condamnation de Tommy. Même si Angela essaye de défendre son geste, la juge décide de ne plus considérer le portrait comme preuve, et sans preuve qui relie Tommy au trafic de drogue, les charges contre Tommy sont abandonnés définitivement et Tommy est libéré de prison.
Angela retrouve ensuite James et lui demande des comptes sur sa trahison et James se défend en disant qu'il ne pouvait pas laisser Tommy aller en prison. Angela comprend alors que James l'a envoyé parler à Tommy pour la distraire pour qu'elle ne voit pas ce qu'il était en train de préparer. Angela comprend aussi que James a volé le portrait chez elle et James lui avoue qu'il était au courant qu'elle a cloné son téléphone. James lui dit alors que tout cela faisait partie de son plan et maintenant que c'est terminé, il va pouvoir récupérer son club des mains de Simon Stern et ils pourront commencer leur vie à deux ensemble mais Angela ne veut plus, disant qu'elle ne veut pas être avec Ghost. Angela lui demande alors s'il est Ghost mais James ne confirme pas mais ne nie pas non plus son identité secrète mais malgré ça, Angela comprend que James est bien Ghost. Cependant, James dit que le fait qu'il soit Ghost ne changera rien à leur relation mais Angela met fin à leur liaison, disant qu'elle est sortie avec James pensant qu'il était différent des autres de son quartier d'enfance mais finalement, James n'a fait que lui vendre du rêve. Elle part en lui disant d'aller se faire voir.
Au Truth, la soirée pour la collection de montres bat son plein mais James apprend qu'ils sont presque à court de boissons. Il se rend alors au sous-sol où Shawn vient lui pointer son arme derrière la tête. Ghost comprend alors que c'est un coup de Kanan. Ghost se met à déstabiliser Shawn en lui détaillant un meurtre mais Shawn prend la parole et confronte Ghost à propos de l'incarcération de son père. Ghost confirme alors tous les dires de Shawn, en disant qu'il l'aimait beaucoup Kanan car il était là pour lui quand il avait besoin mais Kanan ne comprenait pas ces projets alors il a dû faire ce qu'il avait à faire. Shawn ne croit pas que Ghost est capable d'aimer car il trompe Tasha depuis des mois, révélant en même temps sa liaison avec Tasha. Ghost essaye de convaincre Shawn de ne pas faire ce que Kanan lui a demandé car aucun père ne devrait demander ça à son fils. Il lui fait comprendre que Kanan essaye de contrôler sa vie mais Shawn ne veut pas le croire. Ghost arrive à récupérer l'arme et le menace de le tuer pour sa trahison et sa liaison avec Tasha. Il lui donne alors une seconde chance, lui disant de quitter la ville pour devenir un meilleur homme que son père.
Au QG du FBI, Greg part révéler à Angela qu'il sait que James St. Patrick est Ghost et qu'Angela est de mèche avec lui pour défendre Tommy, lui avouant aussi qu'il a suivi pendant des semaines pour découvrir la vérité. Angela lui avoue alors qu'elle a essayé de faire parler James à propos de Ghost mais il n'a rien dit. Elle réalise qu'elle s'est trompée sur James et qu'elle doit maintenant se venger. Angela propose alors de s'allier ensemble pour rassembler des preuves ensemble contre James St. Patrick pour prouver qu'il est Ghost et pour l'arrêter le lendemain matin, ce que Greg accepter. Au même moment, Tommy sort de prison et est récupéré par Ghost. Tommy remercie son ami pour l'avoir sauvé, même s'il croyait qu'il avait trahi. Les deux décident alors d'aller fêter sa libération à leur restaurant. Shawn envoie un message à Tasha pour lui annoncer qu'il va passer la récupérer pendant que Josh Kantos découvre que son bureau a été retourné sens dessus dessous.

### Épisode 10:Ghost est mort
- États-Unis /  Canada : 15 août 2015 sur Starz[12] / Super Channel
- France : 3 janvier 2016 sur OCS Choc[13]

- États-Unis : 1,54 million de téléspectateurs[14] (première diffusion)

L'épisode commence avec le meurtre de Drifty lorsqu'il est en rituel religieux. Il est tué d'une balle dans la tête et l'assassin à l'identité inconnu laisse une carte de jeu avec une araignée dessus. Pendant ce temps, Angela fait le tri dans son appartement pour le débarrasser de tout ce qu'il lui rappelle James, supprimant aussi son numéro de téléphone. Elle se rend ensuite au bureau du FBI pour aller parler à son chef Mike Sandoval qui, lui, refuse toujours de lui parler après les problèmes qu'Angela a causé. Angela, qui a aussi été suspendue, insiste et révèle à Mike qu'elle a des informations pour lui. James retrouve Joe Proctor pour le payer dans un parc et Joe propose à James de l'engager en tant qu'avocat sur le long terme car ils auront besoin de lui, mais James refuse. James mentionne ensuite son envie de quitter le monde de la drogue et Joe le conseille de couper les ponts avec tous ceux qui sont au courant pour sa double identité et James répond qu'il a la situation en main.
De son côté, Tommy mange chez Tasha. La première fois qu'il mange bien depuis qu'il est sorti de prison. Il se régale des bons petits plats de Tasha lorsque cette dernière parle du plan de Ghost, surprise qu'il marche bien même si elle n'avait pas confiance, ce que Tommy confirme. Tommy est maintenant sur qu'il en a fini avec Angela et qu'il redeviendra comme avant, ce qui surprend Tasha car elle ne savait pas que Tasha et James ont rompus. Tasha prend ensuite son téléphone et appelle Shawn qui ne lui a donné aucune nouvelle depuis hier soir. En parlant de ce dernier, Kanan reçoit un appel de Jarita, la mère de Shawn, qui s'inquiète car elle n'a aucune nouvelle de Shawn. Après avoir raccroché, Dre arrive et se montre toujours sous le choc que Kanan ait tué son propre fils et se demande si quelqu'un va le savoir. Enervé, Kanan le plaque contre le mur et l'étrangle avec son bras. Il dit à Dre que personne ne le saura s'il a bien caché le corps de Shawn, ce que Dre effrayé confirme. Kanan ordonne ensuite à Dre d'aller armer ses hommes.
Ghost est chez Tommy à qu'il révèle les coups bas de Kanan, en partie les attaques de la tueuse à gages et de l'attaque de Shawn qui a essayé de le tuer, ce qui abasourdit Tommy qui refuse d'y croire. Ghost explique ensuite que Kanan s'est servi de Tommy pour connaître les ficelles du business et ensuite le récupérer et Tommy est tombé dans le panneau puisqu'il lui a tout montré. Tommy, complètement déçu, comprend que Kanan avait aussi l'intention de rencontrer Felipe Lobos, ce qui n'étonne pas Ghost. Ghost a alors une idée et il va avoir besoin de Tommy. Greg arrive dans le bureau de Mike Sandoval, qui est accompagné de l'agent Jerry Donovan et lui demande des informations sur James St. Patrick. Cependant, Greg comprend vite qu'il est là pour se faire sermonner. En effet, Angela est venu dans le bureau de Mike pour déposer une plainte de harcèlement contre Greg pour le faire virer. Greg essaye de se défendre en disant qu'Angela est la complice de Ghost et qu'elle ment pour le protéger mais Mike ne la croit pas et prend la défense d'Angela en disant qu'elle s'est peut-être faite manipulée par James St. Patrick mais elle a réussi à faire arrêter Lobos et que surtout, elle n'est pas la complice de Ghost. L'agent Donovan annonce alors à Greg qu'il est suspendu.
Josh Kantos montre les vidéos de surveillance du cambriolage de son bureau à James et Simon Stern. Ils se rendent compte que les livres des comptes ont été volés et cela réjouit Stern car sans les livres des comptes, James ne peut pas prouver qu'il a l'argent nécessaire pour racheter le club, ce qui enrage James. Ils doivent donc continuer à travailler ensemble. Tommy retrouve Dre et Kanan dans leur restaurant mais ils se montrent méfiant à son égard. Tommy dit alors à Kanan qu'il pense que Ghost l'a piégé et Kanan finit par baisser sa garde. Il lui révèle que Ghost l'a lui aussi piégé avec l'aide de Tasha et qu'il n'a pas non plus tué la tueuse à gages, ce qui surprend Tommy. Tommy propose alors à Kanan de vendre la drogue que Lobos va lui livrer, ce que Kanan accepte. Kanan a alors une nouvelle idée pour tuer Ghost. En parlant de ce dernier, il reçoit la visite de Tasha dans son bureau au Truth qui lui demande s'il en a fini avec Angela mais Ghost répond à Tasha qu'il est au courant pour sa liaision avec Shawn, lui apprenant aussi pour la tentative de meurtre de Shawn. Ghost lui dit alors que sa liaison avec Angela n'était seulement pour protéger sa famille tandis que celle de Tasha les met en danger. Vladimir Jankovic se fait lui aussi tuer par l'assassin masqué d'une balle dans la tête lorsqu'il était dans un sauna. Ce dernier laisse la même carte avec écrit "La Arana" et prend son téléphone. Cooper Saxe interroge Felipe Lobos mais il fait semblant de ne pas savoir parler anglais. Mike Sandoval prend alors la parole en espagnol et lui propose de le protéger du cartel Jimenez qui tue ses associés un par un, mentionnant les meurtres de Drifty et Vladimir Jankovic qui ont tous été retrouvés avec une carte de jeu avec le symbole des Jimenez, la Arana. Mike lui annonce que lui, Tommy Egan et James St. Patrick seront surement les prochains et lui propose à nouveau de lui obtenir la protection fédérale mais Lobos ne répond pas et esquive le sujet en draguant Sandoval. Et Tommy Egan confronte Ghost à propos de son mensonge sur la mort de la tueuse à gages mais après avoir avoué, Ghost retourne la conversation et demande à Tommy pourquoi il ne lui a pas dit qu'Holly a parlé au FBI. Ghost lui fait alors comprendre qu'il peut lui faire entièrement confiance car il a quitté Angela pour le sauver de la prison, ce qui arrive à convaincre Tommy. Pendant ce temps, Madeline et Simon Stern sont en rendez-vous avec leurs avocats pour la procédure de divorce. Madeline finit par révéler à Stern qu'elle est au courant pour ses activités illégales, dont détournements des fonds des clubs qu'il possède. Après avoir perdu la procédure de divorce, Simon retrouve James et le félicite pour le faux cambriolage du bureau, car James avait orchestré le cambriolage avec Madeline pour pouvoir voler les livres de comptes, et pour l'avoir battu. James lui explique qu'il avait compris qu'il fraudait car il avait largement atteint les 20% de bénéfices nécessaires pour racheter le club mais qu'ils n'apparaissaient pas dans les comptes. Madeline arrive ensuite et James lui rachète le Truth et deux des autres clubs de Simon, le Verbatim et le Syrup.
James retrouve Angela et lui raconte ce qu'il vient de se passer. James lui promet ensuite qu'il en a bientôt fini avec l'illégalité mais Angela ne le croit pas car elle a perdu son travail à cause de lui. Son travail était important pour elle car elle pouvait aider sa famille financièrement avec son salaire. Angela lui dit ensuite qu'après qu'Isabel Ruiz aura témoigner contre elle à son procès, sa carrière et tous ses efforts seront perdus à cause de James. Avant de partir, Angela lui dit de l'oublier. Pendant qu'il promène son chien Bell, Tommy tombe sur Holly qui lui révèle que Ghost l'a forcé à partir. Holly lui donne alors un sac avec des preuves de ce qu'elle avance avant de partir, lui disant qu'elle aime. Tommy fouille alors le sac et voit la fausse identité d'Holly ainsi qu'une grosse liasse de billet. Le soir, Andre rend visite à James au club et lui révèle que Kanan a tué Shawn, ce qui surprend James. Dre lui demande alors à s'allier avec lui car il est complètement dégoûté du monde de la drogue et effrayé par Kanan. Ghost accepte. Dre retrouve ensuite Kanan pour lui dire que Ghost l'a cru. Kanan lui parle alors de son plan pour se débarrasser de Ghost et lui dit de rassembler les membres de son alliance pour parler de la nouvelle organisation du réseau, sans savoir que deux de ses membres sont morts. Ghost retrouve Carlos Ruiz pour lui convaincre de quitter New York, lui disant que Lobos va chercher à les éliminer un par un maintenant qu'il s'est fait arrêter, ce qui suffit à Vibora pour le convaincre. En prison, Felipe Lobos se fait poignarder plusieurs fois par les Jimenez. Angela est jugée pour avoir enfreint la loi en obtenant des preuves avec l'aide d'un mineur sans l'accord de ses parents. Cependant, Isabel Ruiz, qui devait témoigner contre Angela ne se présente pas. Les charges sont alors abandonnées et Angela est alors réengagée au FBI. Angela se rend ensuite au bureau du FBI et elle apprend par Cooper Saxe que Felipe Lobos s'est fait poignardé et que les membres dee l'organisation de Lobos se font tous tuer un par un. Elle apprend aussi que Lobos a une chance de survie.
Kanan se rend dans un entrepôt abandonné. Mais, alors qu'il pensait y trouver tous ses nouveaux alliés, il tombe sur Ghost. Kanan comprend que c'était un guet-apens et Gghost se met à le fouiller, lui pointant une arme au visage. Kanan arrive à dévier l'arme et une violente bagarre démarre entre les deux ennemis. Ghost se fait vite dominer par Kanan et manque de se faire tuer lorsqu'il essaye de lui couper la respirtaion en lui mettant un sac en plastique sur la tête. Ghost prend alors un bout de verre et poignarde Kanan avec dans les côtes. Kanan s'écroule ensuite par terre et perd connaissance. Le croyant mort, Ghost récupère son téléphone et met l'entrepôt en feu, laissant le corps de son ennemi à l'intérieur brûler.
Ghost retrouve Tommy un peu plus tard qui le confronte à propos d'Holly. Tommy comprend que Ghost est bien décidé à sortir du monde de la drogue et lui annonce qu'il va donc reprendre sa part du business mais Ghost lui dévoile qu'il a tué tous leurs associés, y compris Lobos, car ils allaient les trahir. Tommy sort alors son arme, pensant qu'il va être le prochain à se faire tuer, et se met à l'insulter mais Andre arrive et pointe une arme sur Tommy pour le faire partir, lui montrant qu'il est maintenant du côté de Ghost. Tommy met alors fin à leur amitié et s'en va. Angela se rend ensuite chez James qui lui révèle qu'il ne sera plus Ghost, lui disant que Ghost est mort et qu'ils vont pouvoir être ensemble sans braver la loi. Tasha reçoit un appel de la police qui lui demande d'identifier un corps. Tasha s'y rend avec LaKeisha et elles y découvrent le cadavre de Shawn. Tasha pense alors que c'est James qui l'a tué.